# 貝特朗·特拉奧雷
貝特朗·伊西多爾·特拉奧雷（法語：Bertrand Isidore Traoré；1995年9月6日—）是布基納法索的職業足球運動員，司職攻擊中場和翼鋒，現時效力荷甲球會阿贾克斯。布基納法索國家足球隊成員。

## 球會生涯

### 車路士
2010年8月特拉奧雷由歐賽爾轉會至車路士，同時拒絕了曼聯的邀請。
在2011年1月，特拉奧雷仍然未正式簽約車路士。 並在2012年1月球會證實，特拉奧雷從來未有成為車路士球員，但球會的青年隊表示在賽季開始前曾參加一個為期六週的集訓。 在2013年7月17日，他首次亮相在賽季前的友誼賽對戰辛哈全明星隊
在2013年10月31日，特拉奧雷正式簽署和車路士簽約四年半。2014年1月合約正式生效。

#### 租借至維迪斯
2014年1月2日，特拉奧雷被租借至荷蘭甲組足球聯賽中的維迪斯。2014年1月6日，首次為球隊上陣，67分鐘入替盧卡斯·比亞桑，2014年3月29日維迪斯對戰海倫芬的賽事，半場入替米克·夏雲拿，67分鐘為球隊射入第2球。
2014年7月7日證實特拉奧雷將租借留在維迪斯整個2014-15賽季。

### 阿斯頓維拉
2020年12月20日，特拉奧雷以3-0擊敗對手西布朗的比賽踢進了四年來的第一個英超聯賽進球。

## 國際賽生涯
特拉奧雷參加了2009年U17世界盃足球賽和2011年U17非洲錦標賽。並幫助布基納法索國家足球隊決賽中2-1擊敗盧旺達國家足球隊。
2011年9月3日首次為布基納法索國家足球隊上陣，在友誼賽中對戰赤道畿內亞國家足球隊。首次在非洲國家盃亮相是2012年非洲國家盃，分組賽中最後一場對戰蘇丹國家足球隊，在66分鐘入替耶美奧高，結果比賽1-2不敵蘇丹國家足球隊，在分組賽中出局。
特拉奧雷打進了他的第一個進球在2013年8月14日，客場2-1戰勝摩洛哥國家足球隊。 
在2015年非洲國家盃，分組賽3場賽堩有出場，並在首2仗得到正選。

### 國際賽入球
| 入球 # | 日期          | 地點                               | 對手   | 比數 | 結果 | 賽事   |
| ------ | ------------- | ---------------------------------- | ------ | ---- | ---- | ------ |
| 1.     | 2013年8月14日 | 摩洛哥 丹吉爾Grand Stade de Tanger | 摩洛哥 | 1–0  | 2–1  | 友誼賽 |

## 生涯統計
最後更新：2014年12月21日
| 球會          | 聯賽             | 球季    | 聯賽 | 聯賽 | 盃賽 | 盃賽 | 聯賽盃 | 聯賽盃 | 歐洲賽 | 歐洲賽 | 合計 | 合計 |
| 球會          | 聯賽             | 球季    | 出場 | 入球 | 出場 | 入球 | 出場   | 入球   | 出場   | 入球   | 出場 | 入球 |
| ------------- | ---------------- | ------- | ---- | ---- | ---- | ---- | ------ | ------ | ------ | ------ | ---- | ---- |
| 維迪斯 (租借) | 荷蘭甲組足球聯賽 | 2013–14 | 15   | 3    | -    | -    | –      | –      | -      | -      | 17   | 3    |
| 維迪斯 (租借) | 荷蘭甲組足球聯賽 | 2014–15 | 28   | 13   | 3    | 3    | –      | –      | –      | –      | 31   | 16   |
| 維迪斯 (租借) | 合計             | 合計    | 43   | 16   | 3    | 3    | 0      | 0      | 0      | 0      | 46   | 19   |

## 榮譽

### 國家隊
布基納法索
- 非洲國家盃季軍 : 2017

## 外部連結
- 伯特蘭·特拉奧雷 - Topforward （英文）
- Voetbal International profile （页面存档备份，存于） （荷兰文）
- Soccerway資料庫：貝特朗·特拉奧雷